# بيدرو كيروش بيريرا
بيدرو كيروش بيريرا (بالبرتغالية: Pedro Queiroz Pereira‏) هو شخصية أعمال برتغالي، ولد في 5 مارس 1949 في لشبونة في البرتغال، وتوفي في 18 أغسطس 2018 بسبب نوبة قلبية.